# إيبيكيتا
إيبيكيتا (بالبرتغالية: Ipecaetá‏)؛ بلدية في ولاية باهيا في المنطقة الشمالية الشرقية من البرازيل.